# Liste der Stolpersteine in Cloppenburg
Die Liste der Stolpersteine in Cloppenburg enthält alle Stolpersteine, die im Rahmen des gleichnamigen Projekts von Gunter Demnig in Cloppenburg verlegt wurden. Mit ihnen soll an Opfer des Nationalsozialismus erinnert werden, die in Cloppenburg lebten und wirkten.

## Verlegte Stolpersteine
| Adresse                                  | Verlege- datum | Person, Inschrift                                                                               | Bild | Anmerkung                          |
| ---------------------------------------- | -------------- | ----------------------------------------------------------------------------------------------- | --- | ---------------------------------- |
| Auf dem Hook / Ecke Friesoyther Straße · | 8. Nov. 2010   | Hier wohnte Frieda Frank Jg. 1922 deportiert 1940 Lodz ermordet                                 | Stolperstein für Frieda Frank |                                    |
| Auf dem Hook / Ecke Friesoyther Straße · | 8. Nov. 2010   | Hier wohnte Julius Frank Jg. 1920 deportiert 1940 Lodz ermordet                                 | Stolperstein für Julius Frank |                                    |
| Auf dem Hook / Ecke Friesoyther Straße · | 8. Nov. 2010   | Hier wohnte Max Manfred Frank Jg. 1927 deportiert 1940 Lodz ermordet                            | Stolperstein für Max Manfred Frank |                                    |
| Auf dem Hook / Ecke Friesoyther Straße · | 8. Nov. 2010   | Hier wohnte Moses Frank Jg. 1882 deportiert 1940 Lodz ermordet                                  | Stolperstein für Moses Frank |                                    |
| Auf dem Hook / Ecke Friesoyther Straße · | 8. Nov. 2010   | Hier wohnte Philipp Fritz Frank Jg. 1922 deportiert 1940 Lodz ermordet                          | Stolperstein für Philipp Fritz Frank |                                    |
| Auf dem Hook / Ecke Friesoyther Straße · | 8. Nov. 2010   | Hier wohnte Sara Frank geb.Heilbronn Jg. 1888 deportiert 1940 Lodz ermordet                     | Stolperstein für Sara Frank geb.Heilbronn |                                    |
| Auf dem Hook 2 ·                         | 8. Nov. 2010   | Hier wohnte Hans Willner Jg. 1906 Flucht 1938 USA überlebt                                      | Bild gesucht Die Wikipedia wünscht sich an dieser Stelle ein Bild vom Ort mit diesen Koordinaten 52.85065 8.04077 . Motiv: Stolperstein Auf dem Hook 2 Falls du dabei helfen möchtest, erklärt die Anleitung , wie das geht. BW |                                    |
| Auf dem Hook 2 ·                         | 8. Nov. 2010   | Hier wohnte Hannelore 'Laurie' Sotoloff geb. Willner Jg. 1934 Flucht 1938 USA überlebt          | Bild gesucht Die Wikipedia wünscht sich an dieser Stelle ein Bild vom Ort mit diesen Koordinaten 52.85065 8.04077 . Motiv: Stolperstein Auf dem Hook 2 Falls du dabei helfen möchtest, erklärt die Anleitung , wie das geht. BW |                                    |
| Auf dem Hook 2 ·                         | 8. Nov. 2010   | Hier wohnte Selma Tilia Willner geb. Lump Jg. 1908 Flucht 1938 USA überlebt                     | Bild gesucht Die Wikipedia wünscht sich an dieser Stelle ein Bild vom Ort mit diesen Koordinaten 52.85065 8.04077 . Motiv: Stolperstein Auf dem Hook 2 Falls du dabei helfen möchtest, erklärt die Anleitung , wie das geht. BW |                                    |
| Emsteker Straße 21 ·                     | 8. Nov. 2010   | Hier wohnte Beate Jacobs Jg. 1935 deportiert 1942 Zamosc ermordet                               | Stolperstein für Beate Jacobs |                                    |
| Emsteker Straße 21 ·                     | 8. Nov. 2010   | Hier wohnte Josef Jacobs Jg. 1929 deportiert 1942 Zamosc ermordet                               | Stolperstein für Josef Jacobs |                                    |
| Emsteker Straße 21 ·                     | 8. Nov. 2010   | Hier wohnte Julchen Jacobs geb. Weinberg Jg. 1905 deportiert 1942 Zamosc ermordet               | Stolperstein für Julchen Jacobs geb. Weinberg |                                    |
| Emsteker Straße 21 ·                     | 8. Nov. 2010   | Hier wohnte Max Jacobs Jg. 1930 deportiert 1942 Zamosc ermordet                                 | Stolperstein für Max Jacobs |                                    |
| Emsteker Straße 21 ·                     | 8. Nov. 2010   | Hier wohnte Simon Jacobs Jg. 1896 deportiert 1942 Zamosc ermordet                               | Stolperstein für Simon Jacobs |                                    |
| Gartenstraße 2 ·                         | 8. Nov. 2010   | Hier wohnte Alex Lazerus Jg. 1908 Flucht 1938 Holland versteckt überlebt                        | Bild gesucht Die Wikipedia wünscht sich an dieser Stelle ein Bild vom Ort mit diesen Koordinaten 52.85065 8.04077 . Motiv: Gartenstraße 2 Falls du dabei helfen möchtest, erklärt die Anleitung , wie das geht. BW              | trotz Suche, Steine nicht gefunden |
| Gartenstraße 2 ·                         | 8. Nov. 2010   | Hier wohnte Inge Frank-Lazerus geb. Lazarus Jg. 1937 Flucht 1938 Holland versteckt überlebt     | Bild gesucht Die Wikipedia wünscht sich an dieser Stelle ein Bild vom Ort mit diesen Koordinaten 52.85065 8.04077 . Motiv: Gartenstraße 2 Falls du dabei helfen möchtest, erklärt die Anleitung , wie das geht. BW              |                                    |
| Gartenstraße 2 ·                         | 8. Nov. 2010   | Hier wohnte Gerda Lazerus geb. Oppenheimer Jg. 1911 Flucht 1938 Holland versteckt überlebt      | Bild gesucht Die Wikipedia wünscht sich an dieser Stelle ein Bild vom Ort mit diesen Koordinaten 52.85065 8.04077 . Motiv: Gartenstraße 2 Falls du dabei helfen möchtest, erklärt die Anleitung , wie das geht. BW              |                                    |
| Garreler Weg 12 ·                        | 8. Nov. 2010   | Hier wohnte Günther Frank Jg. 1930 Flucht 1939 Holland Kuba überlebt in USA                     | Stolperstein für Günther Frank |                                    |
| Garreler Weg 12 ·                        | 8. Nov. 2010   | Hier wohnte Julius Frank Jg. 1895 Flucht 1939 Holland Kuba überlebt in USA                      | Stolperstein für Julius Frank |                                    |
| Garreler Weg 12 ·                        | 8. Nov. 2010   | Hier wohnte Selma Frank geb.Lazarus Jg. 1930 Flucht 1939 Holland Kuba überlebt in USA           | Stolperstein für Selma Frank geb.Lazarus |                                    |
| Lange Straße 42 ·                        | 8. Nov. 2010   | Hier wohnte Alexander Heiersberg Jg. 1897 Flucht 1939 Südafrika überlebt                        | Stolperstein für Alexander Heiersberg |                                    |
| Lange Straße 42 ·                        | 8. Nov. 2010   | Hier wohnte Erich Heiersberg Jg. 1903 Flucht 1939 Südafrika überlebt                            | Stolperstein für Erich Heiersberg |                                    |
| Lange Straße 42 ·                        | 8. Nov. 2010   | Hier wohnte Friederike Heiersberg geb. de Beer Jg. 1865 Flucht 1939 Südafrika überlebt          | Stolperstein für Friederike Heiersberg geb. de Beer |                                    |
| Lange Straße 42 ·                        | 8. Nov. 2010   | Hier wohnte Gerta Heiersberg geb. Süskind Jg. 1899 Flucht 1939 Südafrika überlebt               | Stolperstein für Gerta Heiersberg geb. Süskind |                                    |
| Lange Straße 42 ·                        | 8. Nov. 2010   | Hier wohnte Hermann Heiersberg Jg. 1863 Flucht 1939 Südafrika überlebt                          | Stolperstein für Hermann Heiersberg |                                    |
| Lange Straße 42 ·                        | 8. Nov. 2010   | Hier wohnte Julius Heiersberg Jg. 1880 Flucht 1939 Südafrika tot 1940                           | Stolperstein für Julius Heiersberg |                                    |
| Lange Straße 67 ·                        | 8. Nov. 2010   | Hier wohnte Helga Rosenthal Jg. 1934 deportiert 1940 Lodz ermordet                              | Stolperstein für Helga Rosenthal |                                    |
| Lange Straße 67 ·                        | 8. Nov. 2010   | Hier wohnte Hulda Rosenthal Jg. 1888 deportiert 1940 Lodz ermordet                              | Stolperstein für Hulda Rosenthal |                                    |
| Lange Straße 67 ·                        | 8. Nov. 2010   | Hier wohnte Max Joseph Rosenthal Jg. 1935 deportiert 1940 Lodz ermordet                         | Stolperstein für Max Joseph Rosenthal |                                    |
| Lange Straße 67 ·                        | 8. Nov. 2010   | Hier wohnte Rosa Rosenthal geb. Gottschalk Jg. 1897 deportiert 1940 Lodz ermordet               | Stolperstein für Rosa Rosenthal geb. Gottschalk |                                    |
| Lange Straße 67 ·                        | 8. Nov. 2010   | Hier wohnte Siegfried Rosenthal Jg. 1884 deportiert 1940 Lodz ermordet                          | Stolperstein für Siegfried Rosenthal |                                    |
| Mühlenstraße 16 ·                        | 8. Nov. 2010   | Hier wohnte Fredda Willner geb. Kamm Jg. 1907 Flucht 1938 USA überlebt                          | Stolperstein für Fredda Willner geb. Kamm |                                    |
| Mühlenstraße 16 ·                        | 8. Nov. 2010   | Hier wohnte Peter Kurt Willner Jg. 1904 Flucht 1938 USA überlebt                                | Stolperstein für Peter Kurt Willner |                                    |
| Osterstraße 15 ·                         | 8. Nov. 2010   | Hier wohnte Edith Babich geb. Simon Jg. 1922 Flucht 1940 Holland überlebt in USA                | Stolperstein für Edith Babich geb. Simon |                                    |
| Osterstraße 15 ·                         | 8. Nov. 2010   | Hier wohnte Hildegard Hanna Gernsheimer geb. Simon Jg. 1926 Flucht 1938 England überlebt in USA | Stolperstein für Hildegard Hanna Gernsheimer geb. Simon |                                    |
| Osterstraße 15 ·                         | 8. Nov. 2010   | Hier wohnte Ilse Simon Jg. 1928 deportiert 1943 Sobibor ermordet 21.5.1943                      | Stolperstein für Ilse Simon |                                    |
| Osterstraße 15 ·                         | 8. Nov. 2010   | Hier wohnte Karl Simon Jg. 1884 deportiert 1943 Sobibor ermordet 21.5.1943                      | Stolperstein für Karl Simon |                                    |
| Osterstraße 15 ·                         | 8. Nov. 2010   | Hier wohnte Ruth Heinemann geb. Simon Jg. 1925 Flucht 1938 England überlebt in USA              | Stolperstein für Ruth Heinemann geb. Simon |                                    |
| Osterstraße 15 ·                         | 8. Nov. 2010   | Hier wohnte Selma Sina Simon geb.Katz Jg. 1894 deportiert 1943 Sobibor ermordet 21.5.1943       | Stolperstein für Selma Sina Simon geb.Katz |                                    |